# Boris Kuzněcov (historik)
Boris Grigorjevič Kuzněcov (rusky Бори́с Григо́рьевич Кузнецо́в, vlastním jménem Šapiro; 5. října 1903, Jekatěrinoslav, Ruské impérium – 5. září 1984, Moskva, Sovětský svaz) byl sovětský elektroinženýr, historik, filozof a historik filosofie židovského původu. V roce 1937 mu byla udělena vědecká hodnost doktora filosofických věd. Od roku 1944  zastával post zástupce ředitele Ústavu historie přírodních věd v AV SSSR.

## Publikace
- Кузнецов Б. Г. Патриотизм русских естествоиспытателей и их вклад в науку: (Беседы по истории отечеств. естествознания). — 2-е изд., испр. и доп. — М.: Московское общество испытателей природы, 1951. — 272 с.
- КУЗНЕЦОВ, Б. Г. История философии для физиков и математиков. 1. vyd. Moskva: Nauka, 1974. 352 s. Dostupné online. (rusky)

Překlady do češtiny
- KUZNĚCOV, B.G. Co dali vědě ruští přírodovědci (původním názvem: Патриотизм русских естествоиспытателей, Patriotizm russkich jestěstvoispytatělej). Překlad : z ruského originálu přeložili Vladimír Knittl, Galina Šliková. 1. vyd. Praha: Osvěta, 1951. 271 s.